# Kawasaki Ki-147 I-Go
Кавасаки Ки-147 И Го (яп. イ号一型甲無線誘導弾 и го: итиката ко: мусэн ю:до:дан, «бронебойная радиоуправляемая ракета И Го тип 1») — прототип японской управляемой авиационной бомбы оснащённой ракетным двигателем и предназначенной для поражения морских целей. Разработана в 1944 году для японской императорской армии. Близка по конструкции к германской управляемой бомбе Хеншель Hs 293. Испытывалась с апреля 1945 года, но из-за капитуляции Японии её разработка не была доведена до конца и боевого применения не имела.

## Разработка
Работы над радиоуправляемой противокорабельной бомбой были начаты фирмой «Кавасаки» в июне 1944 года, как средством повысить эффективность поражения кораблей противника. Отставание характеристик японских военных самолётов от американских, приводило к тому, что вероятность успешной атаки даже сравнительно новых японских бомбардировщиков, таких как Mitsubishi Ki-67 Hiryu, предполагалась недостаточной. Обычные свободнопадающие авиабомбы и авиаторпеды не давали хорошей гарантии успешности атаки. Управляемые авиабомбы, с определённым успехом применявшиеся Германией в 1943—1944 году, позволяли в определённой[какой?] степени компенсировать этот недостаток.
Первые прототипы управляемой бомбы «И-го» были готовы в октябре 1944 года, но первые испытания были проведены не ранее весны 1945 года. Первоначальный опытный образец бомбы (И Го A) был в итоге сочтён непригодным для эксплуатации из-за значительного веса (1500 кг) и фирме была заказана разработка уменьшенной версии бомбы (И Го B). Согласно отчётам американских оккупационных сил, были изготовлены несколько десятков боеприпасов, но разработка бомбы не была завершена в связи с капитуляцией Японии.

## Конструкция

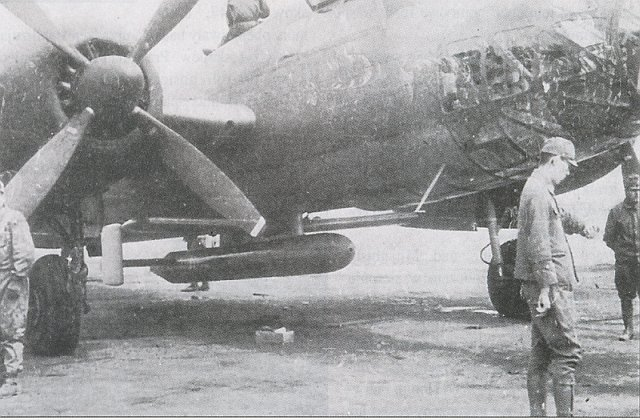
«И-го» в бомболюке бомбардировщика

Согласно отчётам американской технической комиссии, конструктивно бомба частично напоминала германскую Henschel Hs 293, но имела ряд существенных технических отличий. В массивном основном корпусе размещался ракетный двигатель Mitsubishi Tokuro-1 Type 3, работающий на перекиси водорода. Запаса топлива хватало на 80 секунд полёта со скоростью около 550 км/ч, что было основным отличием бомбы от германского прототипа, на котором двигатель использовался лишь в начальной стадии полёта.
Корпус снаряда изготавливался из жести, оперение было деревянным. Над основным корпусом бомбы крепилась на пилоне боевая часть в виде 800-кг (впоследствии 300-кг) заряда.
Управление снаряда осуществлялось при помощи радиокомандного наведения. Полёт бомбы отслеживался визуально с борта бомбардировщика и оператор контролировал её полёт по радиоканалу. Система управления допускала только повороты на фиксированный угол в 25 градусов, в результате чего единственным способом навести бомбу на цель было движение зигзагом. 
До шести бомб могли наводиться одновременно без взаимных помех. 
Предполагалось установить на бомбе радиовысотомер, но по техническим причинам японцам не удалось довести эту идею до конца.
Бомбы должны были применяться с борта бомбардировщиков Ki-67 или Ki-48. Реально, все полёты проводились с борта специально оборудованного бомбардировщика Ki-67-1.
Обследовав захваченные бомбы, американцы отметили сравнительную примитивность используемых элементов автопилота и системы наведения.

## Характеристики
«И-го А»
- Размах крыла: 6 м
- Масса: 1500 кг
- Боевая часть: 800 кг
- Тяга двигателя: 330 кгс
- Дальность: 11 км
- Самолёт-носитель: Ki-48

«И-го B»
- Размах крыла: 4 м
- Масса: 750 кг
- Боевая часть: 300 кг
- Тяга двигателя: 150 кгс
- Дальность: 11 км
- Самолет-носитель: Ki-67